# The Union
The Union es una película estadounidense de espías y comedia de acción y Suspenso dirigida por Julian Farino a partir de un guion de Joe Barton y David Guggenheim.    La película está protagonizada por Mark Wahlberg, Halle Berry, Mike Colter, Adewale Akinnuoye-Agbaje, Alice Lee, Jackie Earle Haley y J. K. Simmons.
La Unión fue lanzada por Netflix el 16 de agosto de 2024.

## Premisa
Un trabajador de la construcción es arrastrado al mundo del espionaje por su exnovia de la secundaria.

## Argumento
Mike McKenna es un trabajador de la construcción de Nueva Jersey cuya vida cambia inesperadamente cuando su novia de la secundaria, Roxanne Hall, vuelve a entrar en su vida después de 25 años. Ahora es una agente secreta de una organización encubierta conocida como "The Union" y lo recluta, inicialmente contra su voluntad.
Tranquilizado por Rox, Mike se despierta horas después en Londres. Rox le explica cómo lo llevó allí, y él sale apresuradamente del lujoso hotel y se encuentra con su jefe, Tom Brennan. Le informan sobre una misión de alto riesgo, afirmando que su identidad modesta es la tapadera perfecta.
The Union está en crisis después de una operación fallida en Trieste, que provocó la muerte de varios agentes. En una necesidad desesperada de una cara nueva, recurren a Mike, un "don nadie", para una misión crítica para recuperar información del gobierno sobre agentes de las fuerzas del orden en varias agencias.
El maletín que contiene la información confidencial sobre personas que han servido a las naciones occidentales aliadas se subastará al mejor postor. La peligrosa operación se extiende por toda Europa e incluye una serie de amenazas internacionales, incluidos terroristas iraníes, agentes norcoreanos y espías rusos.
Mike pasa por un entrenamiento riguroso, que normalmente dura seis meses pero se condensa en menos de dos semanas. Se le da otra identidad, se somete a pruebas psicológicas, se le entrena en combate cuerpo a cuerpo y puntería, todo mientras intenta seguir el ritmo de la altamente calificada Roxanne.
Enviado por The Union con cinco millones para comprar una oportunidad de ofertar en la subasta de inteligencia, Mike es inmediatamente emboscado por quien creen que es otra parte interesada. El equipo apenas lo saca a tiempo, pero el dispositivo de acceso a la subasta se daña irreparablemente. Sin dinero, The Union decide también luchar sucio, rastreando a los mercenarios de los coreanos con la esperanza de adquirir el suyo.
The Union se infiltra con éxito en los coreanos y se apodera de su dispositivo. Sin embargo, descubren a la experta en comunicaciones de The Union y la matan en la camioneta. El equipo observa desde la distancia con horror cómo su sede resulta dañada. Obligados a esconderse, la noche siguiente el equipo se reagrupa para la subasta. Tom puja con dinero de la CIA, mientras Foreman trabaja en rastrear la ubicación de Quinn y Rox y Mike se apresuran a llegar hasta ella.
Rox y Mike obligan a Juliet Quinn a llevarlos hasta el maletín. En su casa, justo antes de que se vayan con él, Nick Faraday llega a la puerta. Advirtiendo que todos están en grave peligro, convence a Rox para que lo deje entrar. Se revela que Nick es uno de los seis agentes de la Unión que se cree que murieron en Trieste. Afirma que Tom Brennan, el fundador de La Unión, es el topo, luego Mike descubre que Nick era el esposo de Rox.
Convencidos de reunirse con un enlace de la CIA en un puente al día siguiente, Rox y Mike se van juntos con el maletín. En el auto, él está molesto porque ella no había mencionado a Nick, y ella insiste en que habían estado separados. Mike, que siente que ha vivido una vida pequeña, anuncia que ha terminado y sale del auto.
Sin embargo, Mike se calma y aparece en el puente por la mañana, donde ambos se disculpan. Nick llama a Rox y le revela que la ha incriminado a ella y a Brennan, ya que planea vender la información a los iraníes. Se cansó de no recibir nunca crédito ni un reembolso decente por el trabajo en The Union. Mike y Rox escapan cuando la CIA se acerca.
Al rastrear a Nick hasta Istria, Rox y Mike interrumpen el trato con los iraníes, que se retiran. Luego, Juliet también se retira con sus hombres. Mike aparece de repente en una motocicleta y Rox le arroja el maletín. Después de una persecución por la ciudad por parte de los iraníes, finalmente vuelven a estar juntos, cuando Nick y Mike tienen un enfrentamiento. Para no arriesgar la vida de Rox, Mike baja su arma. Durante una persecución en automóvil posterior, Rox se detiene cuando cree que murió. Finalmente alcanzan a Nick en el muelle, quien elige morir en lugar de dejar que Rox lo lleve a la cárcel.
El domingo, en la boda, aparece Rox. Se critican mutuamente por demostrar que se preocupan el uno por el otro. Cuando están a punto de escabullirse juntos, aparece Brennan e invita a Mike a unirse a ellos en una próxima misión.

## Reparto
- Mark Wahlberg como Mike
- Halle Berry como Roxanne
- Mike Colter como Nick Faraday
- J. K. Simmons
- Jackie Earle Haley
- Adewale Akinnuoye-Agbaje
- Alice Lee como Atenea Kim
- Jessica De Gouw
- James McMenamin como Johnny Healy
- Lorraine Bracco como Lorraine McKenna

## Producción
En mayo de 2020 se anunció que Netflix había comprado el terreno de juego para Our Man from Jersey (más tarde titulado The Union ), en el que Mark Wahlberg protagonizaría. Joe Barton y David Guggenheim escribirán el guion a partir de una historia de Stephen Levinson.  En marzo de 2021, Halle Berry fue elegida para coprotagonizar junto a Wahlberg.  En mayo de 2022, se agregaron al elenco JK Simmons, Jackie Earle Haley, Adewale Akinnuoye-Agbaje, Jessica De Gouw y Alice Lee . 
El rodaje había comenzado en marzo de 2022 y se llevaría a cabo en Londres, Nueva Jersey,  y Piran.  La producción causó una ligera polémica en mayo de 2022 debido al ruido y la contaminación del aire por el rodaje en Fitzrovia .  En septiembre de 2022, el rodaje se produjo en Ponterosso Trieste, Italia.

## Estreno
Netflix lanzará The Union el 16 de agosto de 2024. 